# Blonde Bie
Blonde Bie is een Belgisch bier van hoge gisting.
Het bier wordt gebrouwen in Brouwerij De Bie te Wakken, een deelgemeente van Dentergem.
Het is een blond bier met een alcoholpercentage van 8%.